# کیسای، سایتاما
کیسای، سایتاما (به لاتین: Kisai, Saitama) یک منطقهٔ مسکونی در ژاپن است که در کانتو واقع شده‌است. کیسای ۱۹٬۸۸۴ نفر جمعیت دارد.